# SWGO
SWGO (англ. Southern Wide-field Gamma-ray Observatory, Південна широкопольна гамма-обсерваторія) — майбутня гамма-обсерваторія в Південній Америці, призначена для виявлення частинок атмосферних злив, породжених гамма-променями.
Команда SWGO включає понад 100 вчених з Аргентини, Бразилії, Болівії, Чилі, Чехії, Італії, Німеччини, Мексики, Перу, Португалії, Південної Кореї, Великої Британії, США.
SWGO стане першою високогірною гамма-обсерваторією, яка забезпечить широке поле покриття значної частини південного неба. Вона доповнить поточні та майбутні інструменти, такі як HAWC, LHAASO та CTA.
SWGO приєднається до всесвітньої роботи з багатоканальної астрономії, щоб дослідити екстремальні астрофізичні явища. Його головні наукові теми: дослідження галактичних і позагалактичних прискорювачів, таких як залишки наднових, активні ядра галактик та гамма-спалахи; тестування фізики елементарних частинок за межами стандартної моделі; моніторинг і дослідження гамма-спалахів і спалахів активних ядер Галактики; характеристика потоку космічних променів.